# Acolman
Acolman é um município do estado do México, no México.

## Governo e administração
A cabecera municipal ou a capital do município é a povoação de Acambay de Nezahualcóyotl, lugar onde governa a autoridade mais importante do município que es apresentado por o Ajuntamento.
| Prefeito                      | Periodo   |
| ----------------------------- | --------- |
| Rigoberto Cortes Melgoza      | 2000-2003 |
| José Antonio Saavedra Coronel | 2003-2006 |
| Darío Zacarías Capuchino      | 2006-2009 |
| Roberto Sánchez Campos        | 2009-2012 |
| Vicente Anaya Aguilar         | 2013-2015 |
| Dario Zacarías Capuchino      | 2016-2018 |